# فرمهین
فَرمَهین یکی از شهرهای استان مرکزی در ایران است. این شهر در ۴۳ کیلومتری شمال اراک جا دارد و حدود ۴۰ سال پیش، از پیوند دو روستای فرمهین و شاه‌آباد پدید آمد. برخی این شهر را با فراهان اشتباه می‌گیرند باید گفت که فراهان نام دشتی بزرگ در این منطقه است با روستاها و آبادی های پرشمار که مرکز این دشت، شهرستان فرمهین است و از دیگر شهرهای  دشت فراهان امروز، تلخاب و خنجین می‌باشد.
نام فَرمَهین در گذشته تغییرات زیادی داشته چون:
پَرمَهین_پَرمَن_فرَمَن_ و حال هم فَرمَهین شده‌است.
که در کُتب تاریخی روستاهای همجوار فرمهین همانند روستای جونوش که در گذشته گونوش می‌بوده. ویا روستای دستجان که در گذشته دستگان می‌بوده. ۳
در قدیم فرمهین نام یکی از بخش‌های شهرستان اراک نیز بوده‌است و جمعیت فراهان و فرمهین بسیار بیشتر بوده چنانچه در لغت نامه دهخدا آمده‌است:
نام یکی از بخش‌های چهارگانه شهرستان اراک است. این بخش در قسمت مرکزی شهرستان اراک واقع است. از طرف شمال به دهستان رودبار، از خاور به دهستان آشتیان و از باختر به دهستان بزچلو و از جنوب به شهر اراک و قره کهریز محدود است. قسمت عمده بخش دامنه و دشت است. کویر میقان تقریباً در وسط این بخش واقع شده. دهستان فراهان بالا و پائین در قسمت شمال و فراهان سادات در باختر آن و دهستان مشک‌آباد در قسمت جنوب کویر مذکور واقعند. قراء کوهستانی و دامنه بخش خوش آب وهوا و قراء نزدیک به کویر مرطوب و آب آن‌ها به نسبت نزدیکی به کویر شور و هوای آن‌ها ناسالم است. این بخش از دو دهستان به نام فراهان و مشک آباد تشکیل شده و جمع قراء آن ۱۸۰ قریه بزرگ و کوچک و دارای ۹۱ هزار تن سکنه است. مرکز بخش قصبه فرمهین است که تقریباً در مرکز دهستان فراهان واقع شده‌است.

## جغرافیا
این شهر در ۵۰ کیلومتری شمال مرکز استان یعنی شهر اراک و نیز در ۴۰ کیلومتری جنوب شهرستان (تفرش) جای گرفته‌است. این شهر مرکز شهرستان فراهان است.
شهر فرمهین از ترکیب دو پارچه روستای قدیمی و چند شهرک اقماری تشکیل شده‌است. این دو روستا شامل فرمهین و شاه‌آباد بوده‌است که به دلیل نزدیکی به همدیگر مرز بین آن‌ها را نمی‌توان شناخت. خود این بخش اکنون شامل دو بخش دیگر می‌باشد: بافت قدیم و بافت جدید.
بافت قدیم شامل ساختمان‌های کاه‌گلی است که در حال تخریب هستند و بافت جدید که در حال ساخت و ظهور ساختمان‌های جدید است. فرمهین از همه سو با باغ‌هایی از انګور و درختان سیب و سنجد و زرد آلو احاطه شده‌است که در گذشته بیشتر بوده‌است. باغ‌های سفید آب و باغ‌های فرمهین از این جمله‌اند شهرک‌های مهم تشکیل دهنده فرمهین عبارتند از:شهید بهشتی، ولایت، امام رضا، اسلام شهر، اسلام‌آباد.
فراهان از توابع استان مرکزی با دو بخش، دو شهر و۳۱ هزار نفر جمعیت (هرچند قبلاً دارای جمعیتی بیشتر بوده از شمالِ شهراراک تا مناطقی از شهرستان آشتیان و تفرش را در بر می‌گیرد.
بیش از دویست روستای کوچک و بزرگ در فراهانِ بزرگ وجود دارد که در دشت فراهان و کوه‌های اطراف پراکنده‌اند که در گذشته جمعیت زیادی داشته‌است)